# Parlamentsvalget i Tuvalu 2024
Parlamentsvalget i Tuvalu 2024 blev afholdt 26. januar. Der er ingen politiske partier i Tuvalu, så alle kandidater var uafhængige.
To store emner i valget var Falepili Union-traktaten, som tillader Australien vetomagt over Tuvalus udenlandske sikkerhedsaftaler til gengæld for at tillade tuvaluanere, der er fordrevet på grund af klimaændringer, at immigrere til Australien, og landets diplomatiske anerkendelse af Taiwan.

## Baggrund
Det forrige valg i 2019 havde en høj udskiftning blandt de 16 parlamentsmedlemmer, hvoraf syv sad der i deres første valgperiode. Flere ministre mistede deres plads. Der var to kvindelige kandidater og den ene, Dr. Puakena Boreham beholdt sin plads i parlamentet. Ved afstemningen om premierministerposten, der blev afholdt kort tid efter valget, valgte parlamentet Kausea Natano, der dermed slog den siddende premierminister Enele Sopoaga, der havde siddet på posten siden 2013. Nederlaget for Sopoaga, som var pro-Taiwan, fik nogle til at spekulere i, at den nye premierminister ville bryde forbindelserne med Taipei til fordel for Kina. Salomonøerne, en anden østat i stillehavet, havde lavet skiftet få dage forinden. Premierminister Natano forsikrede dog senere at Tuvalu ville beholde deres diplomatiske relationer med, og anerkendelse af Taiwan. I 2024 er Tuvalu et ud af kun 12 lande med diplomatiske forbindelser til Taiwan.

### Falepili Union-traktaten
I november 2023 underskrev premierminister Natano Falepili Union-traktaten med Australien. En væsentlig faktor i traktaten giver tuvaluanske borgere, der står over for fordrivelse på grund af klimaforandringer, en mulighed for at immigrere til Australien. Til gengæld giver aftalen Australien veto over Tuvalus udenlandske sikkerhedsaftaler. Natano sagde at traktaten var essentiel for at bevare Tuvalus identitet. Den tidligere premierminister Sopoaga påstod dog at traktaten underminerede landets suverænitet og lovede at ophæve den, hvis han skulle stå i spidsen for en regering igen efter valget. Sopoaga understregede vigtigheden i at bevare suveræniteten for Stillehavsnationerne midt i en periode, hvor større lande, såsom USA og Kina, konkurrerer om indflydelse i regionen. Tidligere udenrigsminister Simon Kofe kritiserede også traktagen, og lovede at genforhandle den med Australien. Kofe fremhævede Tuvalus kontrakter med adskillige internationale virksomheder, herunder dem, der forsyner landet med satellitforbindelser, og stillede spørgsmålstegn ved, om det var nødvendigt for Tuvalu at kræve Australiens tilladelse til at engagere sig med sådanne virksomheder.

## Valgsystem
De 16 medlemmer af parlamentet vælges fra otte tomandskredse via pluralitetsblokafstemning. Der er ingen formelle politiske partier i Tuvalu, så alle kandidater stiller op som uafhængige. Kandidater skal have tuvaluansk statsborgerskab, og skal være mindst 21 år gamle. Hvis der ved opstillingsdeadline ikke er stillet mere end to kandidater op i en kreds, bliver disse på denne dag erklæret som valgte. Kandidaterne kan trække sig til valget op til dagen før valgdagen. Alle borgere over 18 år kan stemme og det er ikke obligatorisk at stemme. Der er ca. 6000 vælgere ved dette valg.

## Valget
Valget startede klokken 8.00 lokal tid og sluttede klokken 16.00.
Der blev valgt seks nye medlemmer til Tuvalus parlament bestående af 16 medlemmer. Væsentlige ændringer i sammensætningen af parlamentet omfatter den siddende premierminister Kausea Natano, såvel som Dr. Puakena Boreham – det eneste kvindelige medlem af den lovgivende forsamling – der begge mistede deres pladser i parlamentet. Den tidligere generalguvernør Sir Iakoba Italeli blev valgt som parlamentsmedlem sammen med Feleti Teo, den tidligere direktør for Western and Central Pacific Fisheries Commission (WCPFC).
Enele Sopoaga, den tidligere premierminister, blev genvalgt i valgkredsen Nukufetau. Tidligere udenrigsminister Simon Kofe beholdt sin plads i valgkredsen Funafuti.
I Nukulaelae var der ingen modkandidater til de siddende parlamentsmedlemmer, Seve Paeniu, der var finansminister, og Namoliki Sualiki, så de blev automatisk valgt til parlamentet.
| Valgkreds  | Kandidat              | Stemmer | %     | Noter             |
| ---------- | --------------------- | ------- | ----- | ----------------- |
| Funafuti   | Tuafafa Latasi        | 351     | 31.08 | Valgt             |
| Funafuti   | Simon Kofe            | 348     | 30.82 | Genvalgt          |
| Funafuti   | Kausea Natano         | 331     | 29.32 | Mistede sin plads |
| Funafuti   | Iosua Samasoni        | 53      | 4.70  |                   |
| Funafuti   | Luke Paeniu           | 37      | 0.13  |                   |
| Funafuti   | Jack Mataio Taleka    | 9       | 0.8   |                   |
| Nanumanga  | Monise Laafai         | 292     | 29.95 | Genvalgt          |
| Nanumanga  | Hamoa Holona          | 265     | 27.18 | Valgt             |
| Nanumanga  | Malofou Sopoaga       | 251     | 25.74 |                   |
| Nanumanga  | Kitiona Tausi         | 167     | 17.13 | Mistede sin plads |
| Nanumea    | Ampelosa Manoa Tehulu | 490     | 36.57 | Genvalgt          |
| Nanumea    | Timi Melei            | 296     | 22.09 | Genvalgt          |
| Nanumea    | Temetiu Maliga        | 246     | 18.34 |                   |
| Nanumea    | Satini Manuella       | 178     | 13.28 |                   |
| Nanumea    | Falasese Tupou        | 130     | 9.70  |                   |
| Niutao     | Feleti Teo            | 581     | 46.40 | Valgt             |
| Niutao     | Sa'aga Talu Teafa     | 499     | 39.85 | Genvalgt          |
| Niutao     | Samuelu Teo           | 172     | 13.74 | Mistede sin plads |
| Nui        | Mackenzie Kiritome    | 352     | 36.90 | Genvalgt          |
| Nui        | Iakoba Italeli        | 311     | 32.60 | Valgt             |
| Nui        | Puakena Boreham       | 291     | 30.50 | Mistede sin plads |
| Nukufetau  | Panapasi Nelesoni     | 408     | 27.05 | Genvalgt          |
| Nukufetau  | Enele Sopoaga         | 402     | 26.65 | Genvalgt          |
| Nukufetau  | Taimitasi Paelati     | 374     | 24.80 |                   |
| Nukufetau  | Nikolasi Apenelu      | 324     | 21.48 |                   |
| Nukulaelae | Seve Paeniu           | –       | –     | Genvalgt          |
| Nukulaelae | Namoliki Sualiki      | –       | –     | Genvalgt          |
| Vaitupu    | Paulson Panapa        | 585     | 32.46 | Valgt             |
| Vaitupu    | Maina Talia           | 448     | 24.86 | Valgt             |
| Vaitupu    | Nielu Meisake         | 420     | 23.30 | Mistede sin plads |
| Vaitupu    | Isaia Taape           | 349     | 19.36 | Mistede sin plads |

## Efterspil
Efter valget blev der sendt både ud for at hente de vindende kandidater for at de kunne samles i hovedstaden Funafuti, men farlige havforhold forsinkede deres rejse. Valgkommissær Tufoua Panapa sagde, at medlemmerne af det nye parlament ville mødes for at stemme på en premierminister, på et tidspunkt, som blev meddelt af generalguvernøren.
Der er tre grupper af parlamentsmedlemmer i det nye parlament: Seks nyvalgte medlemmer, seks medlemmer fra den tidligere regering og fire medlemmer fra den tidligere opposition.
Den 26. februar blev Feleti Teo udpeget til premierminister, efter han var blevet valgt uden modkandidat af parlamentet. Teo var medlem af det fremtrædende personpanel, som arbejdede sammen med regeringerne i Tuvalu og Australien for at udarbejde Falepili-unionen.
I en erklæring offentliggjort af Simon Kofe gav Teo-regeringen støtte til Falepili-unionens "brede principper og målsætninger" samtidig med at den bemærkede "manglen på gennemsigtighed og konsultationer i socialisering og informationen til offentligheden i Tuvalu om et så vigtigt og banebrydende initiativ". og indikerede, at Tuvalu vil søge ændringer for at gøre den "gennemførlig". Erklæringen omhandler også Tuvalus forhold til Taiwan: "Den nye regering ønsker at bekræfte sin forpligtelse til det langsigtede og varige særlige forhold mellem Tuvalu og Republikken Kina, Taiwan".

## Reaktioner
Det taiwanske udenrigsministerium sagde, at det forstod, at de fleste af de valgte "støtter opretholdelsen af venskabet mellem de to lande", og tilføjede, at det ville være meget opmærksom på udviklingen efter valget og fortsætte med at uddybe venskabet og samarbejdet med de nyvalgte parlamentsmedlemmer, for at sikre stabile relationer. Den australske udenrigsminister Penny Wong sagde, at landet så frem til at arbejde med den nye regering.